# Dar Oum Soltane
Dar Oum Soltane (franska: Dar Oum Soltane (CR), Dar Oum Soltane (Commune Rurale), arabiska: وليلي) är en kommun i Marocko.   Den ligger i prefekturen Meknès och regionen Fès-Meknès, i den nordöstra delen av landet, 110 km öster om huvudstaden Rabat. Antalet invånare är 5 199.